# Pogrom

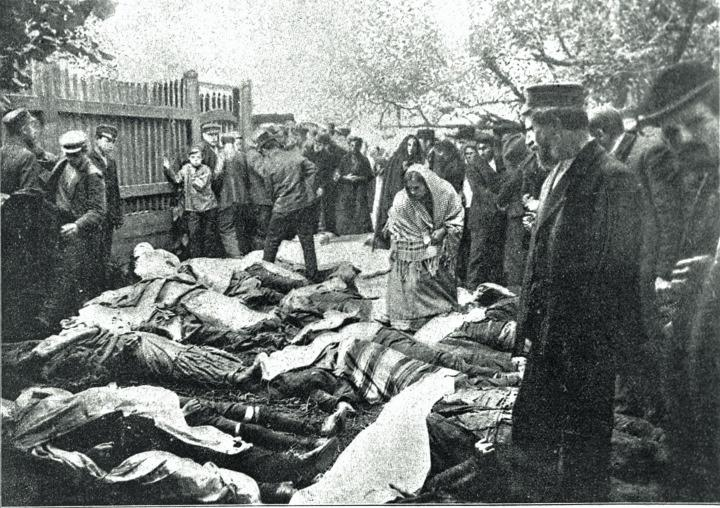
Żydzi zamordowani podczas pogromu w Białymstoku (1906)

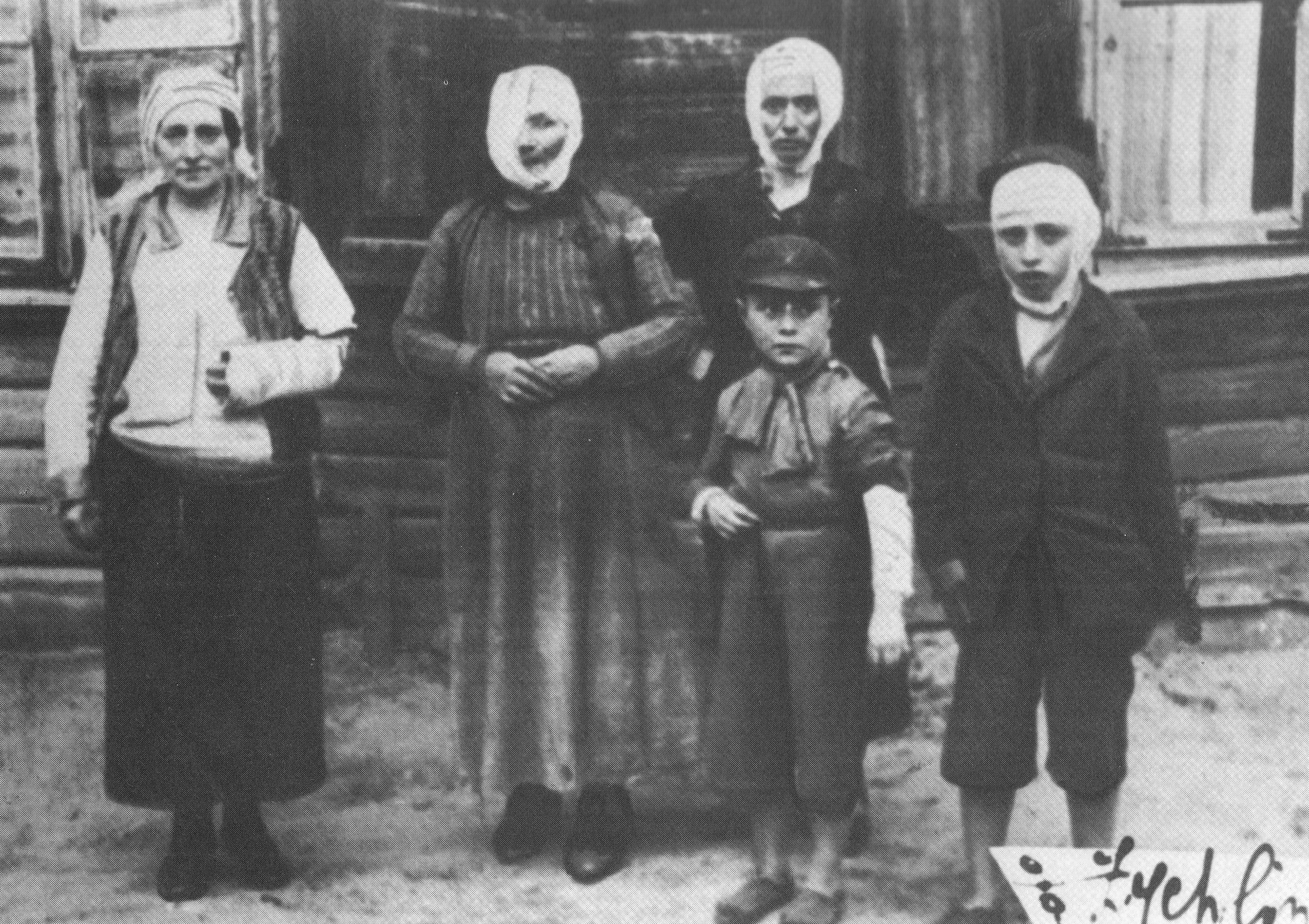
Ofiary pogromu w Mińsku Mazowieckim (1936)

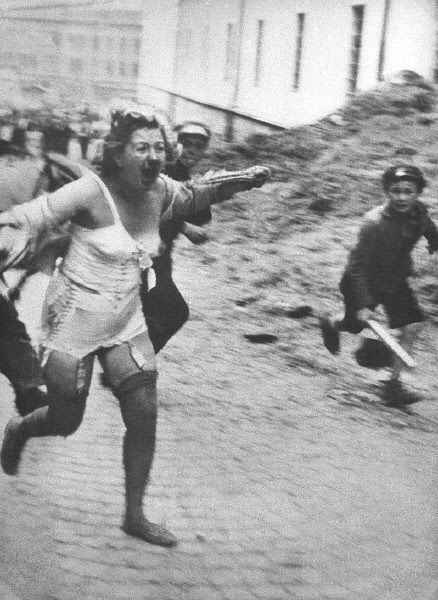
Żydówka uciekająca przed prześladowcami podczas pogromu we Lwowie (1941)

Pogrom (z ros. погром: po gromu, po gromie, po uderzeniu pioruna) – zadanie komuś zupełnej klęski, rozgromienie wojsk nieprzyjaciela, wymordowanie wielu ludzi, unicestwienie, wybicie. 
Termin ten zaczął być powszechnie rozpoznawany od 1905 roku, kiedy jako pojęcie pochodzące z języka rosyjskiego (po gromu: po gromie, po uderzeniu pioruna), był używany przez angielską prasę do opisu ówczesnych 
tragicznych antysemickich wydarzeń w Imperium rosyjskim – m.in. ekscesów tzw. Czarnej Sotni; odnosi się do gwałtownych wystąpień jednej grupy ludności przeciw drugiej, przede wszystkim wiążących się z prześladowaniem mniejszości narodowych i religijnych, w których zakres wchodzą: zabójstwa, gwałty, pobicia, zranienia, zniszczenia dobytku, rabunek – przy czym nie muszą one występować wszystkie, by wydarzenie można było uznać za pogrom. Ze zjawiskiem tym wiążą się: konflikt między grupami, stanowiący jego grunt i narastająca atmosfera pogromowa – powiązane z 
prowokacją, dezinformacją i propagandą (zob. Protokoły mędrców Syjonu).
Współcześnie jest to słowo używane najczęściej w odniesieniu do zbiorowych, brutalnych ataków na przedstawicieli mniejszości narodowych, bywa również uogólniane jako wszelki grupowy akt przemocy skierowany przeciw jakiejś grupie narodowościowej lub religijnej, często połączony z niszczeniem własności jej członków: domów, miejsc pracy, miejsc kultu. 
Do pogromów dochodzi zarówno spontanicznie lub planowo, gdy są one prowokowane.

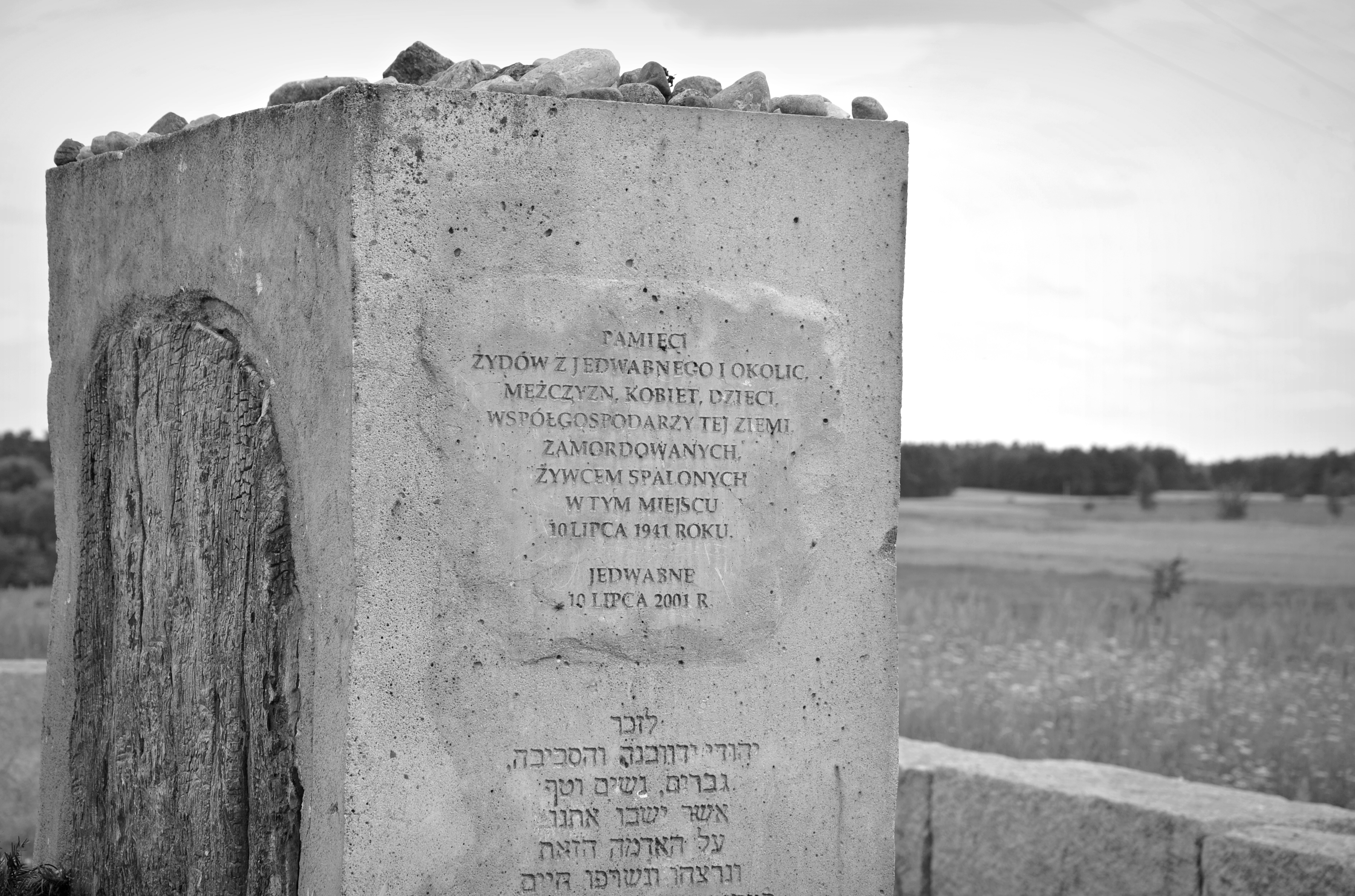
Fragment pomnika upamiętniającego pomordowanych Żydów z Jedwabnego

## Geneza pojęcia
Pojęcie pogromu rozprzestrzeniło się na przełomie XIX i XX wieku w związku z trzema falami antyżydowskiej przemocy na terenach Imperium Rosyjskiego. Po zamachu na cara Aleksandra II w 1881, dokonanym przez organizację Narodnaja Wola, przez miasta i wsie przetoczyła się fala przemocy, która objęła około 250 przypadków masowego bicia żydowskich mieszkańców miast i wsi oraz dewastacji i grabieży ich domów i sklepów. Przyczyną ekscesów było kolektywne (i fałszywe) obwinienie Żydów o zabójstwo cara. Do drugiej fali przemocy doszło w latach 1903–1906 w związku z walką antycarskich rewolucjonistów ze stronnikami reakcji, jak również z wojną Rosji z Japonią. Ciąg pomówień antyżydowskich (por. Protokoły mędrców Syjonu) oraz działalność bojówek Czarnej Sotni, otwarcie nawołujących do przemocy, zebrały żniwo 690 pogromów i ekscesów dokonanych na Żydach.
Podczas trzeciej fali przemocy, która rozlała się w latach 1919–1921 w trakcie rosyjskiej wojny domowej, doszło do 1326 pogromów i antyżydowskich ekscesów, w których zginęło co najmniej 50-60 tysięcy osób. Niektóre mordy przybierały postać masakr całych dzielnic żydowskich: w Proskurowie (obecnie Chmielnicki) w przeciągu kilku godzin zamordowano ponad 1700 osób.
Według historyka Piotra Gontarczyka określenie „pogrom Żydów” bywa niekiedy nadużywane wobec wydarzeń będących w istocie zamieszkami bądź obopólnym konfliktem; może być także nacechowane emocjonalnie i ideologicznie. Przykładowo – według Gontarczyka – w przypadku pogromu w Przytyku jego stosowanie jest powtarzaniem jednej z tez propagandy przedwojennej, żydowskiej prasy, podobnie jak endeckie określenie „wojna polsko-żydowska”.

## Wcześniejsze pogromy
De facto zjawisko pogromów ma skalę o wiele szerszą i długą historię. Pogromy Żydów miały wcześniej miejsce w wielu krajach średniowiecznej Europy, zwłaszcza zachodniej (Anglia, Francja, Niemcy), co spowodowało ich migrację do zapewniającego im bezpieczeństwo Królestwa Polskiego. Ówczesnym pogromom sprzyjały chrześcijańskie uprzedzenia wobec Żydów rozbudzone zwłaszcza w czasie krucjat. Jeszcze wcześniej pogromy miały miejsce już w starożytnym Rzymie, gdzie ich ofiarą padali z powodów religijnych zarówno Żydzi, jak i chrześcijanie.

## Pogromy innych grup etnicznych
Zjawisko pogromów nie ogranicza się jednak wyłącznie do europejskiego kręgu kulturowego i antysemityzmu. W kategoriach tych można rozpatrywać także prześladowania:
- Zachodnioeuropejskich chrześcijan w Bizancjum
- Romów w Europie i innych rejonach, pogrom mławski, pogrom oświęcimski[13])
- Sikhów (pogrom na sikhach z 1984) i muzułmanów w Indiach (w Ajodhja)
- Sikhów i Hindusów w Pakistanie
- Chińczyków w Azji Południowo-Wschodniej
- szyitów w krajach sunnickich
- mieszkańców krajów kaukaskich i Azji Środkowej we współczesnej Rosji[potrzebny przypis]
- chrześcijan w indyjskim Kandhamal[14] oraz Jos w Nigerii[15].